# باشگاه فوتبال تکلی
باشگاه فوتبال تکلی (به انگلیسی: Takeley Football Club) یک باشگاه فوتبال در شهر تکلی (انگلستان)، کشور انگلستان است که در سال ۱۹۰۳ میلادی تأسیس شده‌است.